# گسل قم–زفره
گسل قم–زفره از گسل‌های ایران مرکزی است که روند شمال‌غربی–جنوب‌شرقی دارد. نقشه‌های زمین‌شناسی گسل زفره را ادامه گسل تبریز نشان می‌دهند که از ۲ کیلومتری غرب شهرستان نطنز گذشته و تا جنوب زفره ادامه می‌یابد، ولی تصور می‌شود تا باتلاق گاوخونی ادامه داشته باشد. این گسل راست‌گرد قائم تا نزدیک به قائم است که به سمت شرق خوابیدگی دارد و در ناحیه نطنز سنگ‌های کرتاسه را به میزان دو کیلومتر جابه‌جا کرده‌است. به باور برخی از زمین‌شناسان، این گسل و گسل‌های موازی آن (گسل کاشان، گسل غرب اردستان، گسل ساوه) در پیدایش سنگ‌های آتشفشانی نوار ارومیه–بزمان نقش مؤثری داشته‌اند.